# Championnat des îles Caïmans de football 2006-2007
Navigation
Saison précédente Saison suivante
La saison 2006-2007 du Championnat des îles Caïmans de football est la vingt-huitième édition de la première division aux Îles Caïmans, nommée CIFA National Premier League. L'ensemble des clubs caïmanais participe à la compétition, à la suite de la fusion des deux divisions nationales. Par conséquent, il n'y a ni promotion, ni relégation en fin de saison.
La compétition se déroule en deux phases :
- lors de la phase de poules, les clubs sont répartis en deux groupes, où chaque équipe rencontre deux fois les formations de son groupe et une seule fois celles de l'autre groupe.
- la phase finale, jouée sous forme de matchs à élimination directe, est disputée par les deux premiers de chaque groupe, avec demi-finales et finale.

C'est le club de Scholars International, tenant du titre, qui remporte à nouveau la compétition cette saison après avoir battu Latinos FC lors de la finale nationale. Il s’agit du cinquième titre de champion des îles Caïmans de l'histoire du club.
Quatorze clubs participent à la compétition cette saison, ce qui constitue un nouveau record. En plus des treize équipes déjà présentes la saison précédente, le nouveau venu au plus haut niveau est la formation d'Elite SC.

## Qualifications continentales
Cette saison, aucun club caïmanais ne prend part à la CFU Club Championship 2007.

## Les clubs participants
- Scholars International
- Latinos FC
- Academy SC
- North Side FC
- WD United[1]
- George Town SC
- Roma FC
- Tigers FC
- FC International
- Sunset FC
- Future SC
- Bodden Town FC
- East End United
- Elite SC

## Compétition
Le barème de points servant à établir le classement se décompose ainsi :
- Victoire : 3 points
- Match nul : 1 point
- Défaite : 0 point

### Classement

#### Phase de groupes
| Rang | Équipe          | Pts | J  | G | N | P  | Bp | Bc | Diff |
| ---- | --------------- | --- | -- | - | - | -- | -- | -- | ---- |
| 1    | George Town SC  | 30  | 18 | 8 | 6 | 4  | 43 | 24 | +19  |
| 2    | East End United | 29  | 17 | 7 | 8 | 2  | 34 | 25 | +9   |
| 3    | Roma FC         | 28  | 18 | 8 | 4 | 6  | 41 | 36 | +5   |
| 4    | Sunset FC       | 27  | 17 | 8 | 3 | 6  | 30 | 25 | +5   |
| 5    | North Side FC   | 26  | 18 | 7 | 5 | 6  | 38 | 31 | +7   |
| 6    | Tigers FC       | 19  | 17 | 6 | 1 | 10 | 39 | 35 | +4   |
| 7    | Bodden Town FC  | 5   | 17 | 1 | 2 | 14 | 21 | 70 | -49  |

| Rang | Équipe                  | Pts | J  | G  | N | P  | Bp | Bc | Diff |
| ---- | ----------------------- | --- | -- | -- | - | -- | -- | -- | ---- |
| 1    | Scholars InternationalT | 42  | 17 | 13 | 3 | 1  | 60 | 14 | +46  |
| 2    | Latinos FCC             | 36  | 16 | 10 | 6 | 0  | 34 | 12 | +22  |
| 3    | Future SC               | 26  | 16 | 8  | 2 | 6  | 23 | 21 | +2   |
| 4    | Elite SC                | 18  | 16 | 4  | 6 | 6  | 27 | 29 | -2   |
| 5    | Academy SC              | 18  | 17 | 5  | 3 | 9  | 30 | 33 | -3   |
| 6    | FC International        | 2   | 16 | 0  | 2 | 14 | 20 | 85 | -65  |
| 7    | WD United               | 22  | 15 | 5  | 7 | 3  | 34 | 27 | +7   |

|  | Qualification pour la phase finale                               |
|  | Exclusion du championnat en cours de saison                      |
|  | : T : Tenant du titre C : Vainqueur de la Coupe des îles Caïmans |

- WD United est exclu du championnat après deux matchs forfaits. Tous les résultats obtenus contre cette équipe sont annulés.

#### Phase finale
|  | Demi-finales           | Demi-finales           | Demi-finales        | Demi-finales        |                            |                            | Finale        | Finale        | Finale        | Finale        |
|  |                        |                        |                     |                     |                            |                            |               |               |               |               |
|  | 22 et 24 avril 2007    | 22 et 24 avril 2007    | 22 et 24 avril 2007 | 22 et 24 avril 2007 |                            |                            | 29 avril 2007 | 29 avril 2007 | 29 avril 2007 | 29 avril 2007 |
|  | George Town SC         | George Town SC         | 0                   | 1                   |                            |                            | 29 avril 2007 | 29 avril 2007 | 29 avril 2007 | 29 avril 2007 |
|  | George Town SC         | George Town SC         | 0                   | 1                   |                            |                            | 29 avril 2007 | 29 avril 2007 | 29 avril 2007 | 29 avril 2007 |
|  | Scholars International | Scholars International | 3                   | 1                   |                            |                            | 29 avril 2007 | 29 avril 2007 | 29 avril 2007 | 29 avril 2007 |
|  | Scholars International | Scholars International | 3                   | 1                   | Scholars International tab | Scholars International tab | 2 (6)         | 2 (6)         |               |               |
|  | 21 et 24 avril 2007    |                        |                     |                     | Scholars International tab | Scholars International tab | 2 (6)         | 2 (6)         |               |               |
|  |                        |                        | Latinos FC          | Latinos FC          | 2 (5)                      | 2 (5)                      |               |               |               |               |
|  | East End United        | East End United        | Latinos FC          | Latinos FC          | 2 (5)                      | 2 (5)                      | 1             | 0             |               |               |
|  | East End United        | East End United        |                     |                     |                            |                            |               | 0             |               |               |
|  | Latinos FC             | Latinos FC             | 1                   | 4                   |                            |                            |               |               |               |               |
|  | Latinos FC             | Latinos FC             | 1                   | 4                   |                            |                            |               |               |               |               |

## Bilan de la saison
| Championnat des îles Caïmans de football 2006-2007 |                                   |
| Champion                                           | Scholars International (5e titre) |
| Coupes et trophées                                 |                                   |
| Vainqueur de la Coupe des îles Caïmans 2006-2007   | Latinos FC                        |
| Qualifications continentales                       |                                   |
| CFU Club Championship 2007                         | Aucun                             |
| Promotions et relégations                          |                                   |
| Promus en CIFA National Premier League             | Aucun                             |
| Relégués en Division One                           | Aucun                             |